# Tiroler Staatsbahn – Achensee bis Tirol
Die Dampflokomotiven Tiroler Staatsbahn – Achensee bis Tirol waren Stütztenderlokomotiven der Tiroler Staatsbahn Österreich-Ungarns nach Bauart Engerth.
Die acht Lokomotiven wurden von Maffei 1856 geliefert.
Sie erhielten die Namen „ACHENSEE“, „AMBRAS“, „HALL“, „INN“, „INNSBRUCK“, „KUFSTEIN“, „MARTINSWAND“ und „TIROL“.
Sie wurden auf der nördlichen Strecke der Tiroler Staatsbahn Innsbruck–Kufstein eingesetzt.
Da die Brennerbahn noch nicht gebaut war, kamen sie nie auf der südlichen Strecke Verona–Bozen zum Einsatz.
Die Lokomotiven dieser Reihe kamen 1858 im Zuge der Privatisierung österreichischer Staatsbahnen zur Südbahngesellschaft, die ihnen die Nummern 593–600 und die Reihennummer 18 zuwies.
Ab 1864 erhielten sie die Reihennummer 25 und die Nummern 600–608.
Die Ausmusterung erfolgte bis 1896.